# مسکن (کرمانشاه)
مسکن یکی از بزرگ‌ترین محله‌‌ های‌ کرمانشاه است. این شهرک درقبل از انقلاب در سال ۵۰  با ساختن تعدادی آپارتمان و خانه های ویلایی توسط شرکت ساختمانی «آبادانی و مسکن» ساخته شد و به صورت قسطی در اختیار کارمندان ادارات دولتی و نظامیان قرار گرفت .شهرک آبادانی و مسکن دارای ۵۰۰ واحد ویلایی و ۲۵۰ واحد آپارتمانی است و اولین فروشگاه قفسه بندی شده به سبک فروشگاه کورش در این شهرک افتتاح شد و اولین نان سنگک ماشینی غرب کشور هم در این شهرک ساخته شد تمامی زیر ساختهای مورد نیاز این ۷۵۰ واحد در خود شهرک ایجاد شد آب تصفیه شده لوله کشی و تصفیه خانه فاضلاب از این جمله هستند .گسترش شهرک مسکن به بعد از سال ۵۷ برمیگردد و شهرکهای اقماری مسکن بعد از انقلاب ۵۷ ایجاد شدند  این شهرک، در شمال شهر و در کوهپایهٔ کوه طاق بستان,و تنگ کنشت و جاده قدیم واقع شده لذا آب و هوایی متفاوت و پاک و مطبوع دارد.
در تقسیم‌بندی مناطق شهرداری در منطقه ۵ واقع است.
این محله از شمال به پارک جنگلی طاق بستان (پارک شرقی)، از جنوب به شهرک کارمندان و فرهنگیان  از غرب به بلوار طاقبستان و از شرق به شهرک جهاد، جوادیه و شهرک ظفر محدود می‌شود، خرید اهالی محله‌های شمال نشین شهر کرمانشاه در بازار انتهای مسکن صورت می‌گیرد.این محله شامل بلوار گلستان میباشد که جزو گران ترین بلوار های کرمانشاه است که در مسکن می‌باشد و میتوان بیشتر خانه های ویلایی را در آنجا مشاهده کرد.بازار مسکن که طرفین بلوار گلها می‌باشد، دارای رونق اقتصادی خوبی بوده و در حد بازار داخل شهر کرمانشاه می‌باشد.

## وجه تسمیه
نامگذاری این شهرک بدین سبب بود که وزارت راه و شهرسازی ایران که متولی ساخت شهرک بود در آن زمان وزارت آبادانی و مسکن نام داشت.

## جمعیت
جمعیت مسکن در سرشماری سال ۱۳۹۵ خورشیدی ۲۸٬۴۱۰ نفر محاسبه شده است.

## خیابان‌های اصلی
- بلوار گلها
- بلوار نماز
- بلوار فجر
- خیابان لاله
- خیابان نرگس
- خیابان مطهری
- بلوار جاده قدیم تهران
- خیابان طالقانی
- خیابان 15متری باهنر
- خیابان یاسمن
- خیابان نسترن
- خیابان اطلسی
- خیابان گل سرخ
- خیابان گلستان
- خیابان سیمرغی